# Zaitunia akhanii
Espèce
Zaitunia akhanii est une espèce d'araignées aranéomorphes de la famille des Filistatidae.

## Distribution
Cette espèce est endémique d'Iran. Elle se rencontre dans les provinces de Téhéran et de Markazi.

## Description

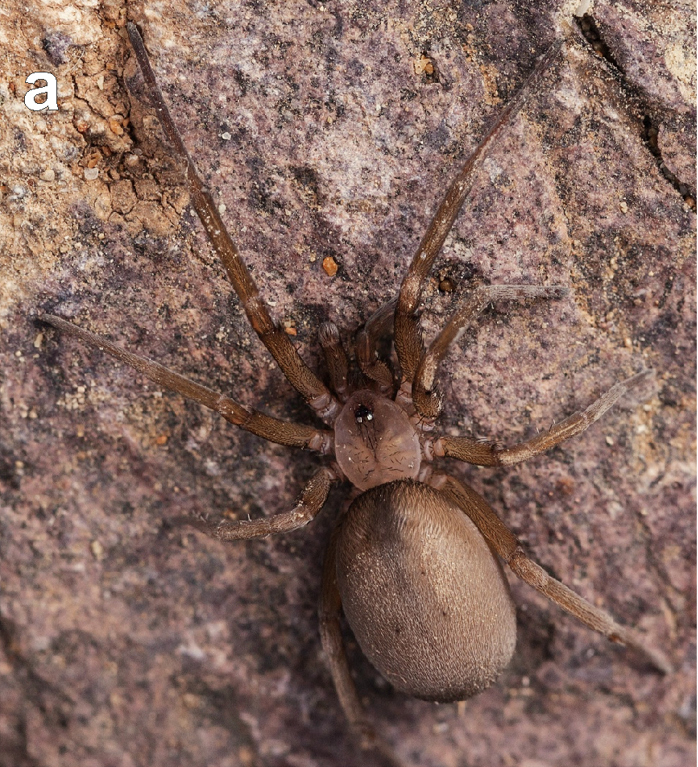
Zaitunia akhanii

La femelle paratype mesure 5,2 mm.
Les femelles mesurent de 4,80 à 7,20 mm.

## Étymologie
Cette espèce est nommée en l'honneur de Hossein Akhani.

## Publication originale
- Marusik & Zamani, 2015 : The spider family Filistatidae (Araneae) in Iran. ZooKeys, no 516, p. 123-135.